# Джавахи
Джавахи, Джавахетинцы, Джавахцы (груз. ჯავახები  /Джавахеби/) — этнографическая группа грузинского народа. Коренное население исторической области Джавахети, современные Ахалкалакский, Ниноцминдский и Аспиндзский муниципалитеты. Разговаривают на джавахском диалекте грузинского языка.

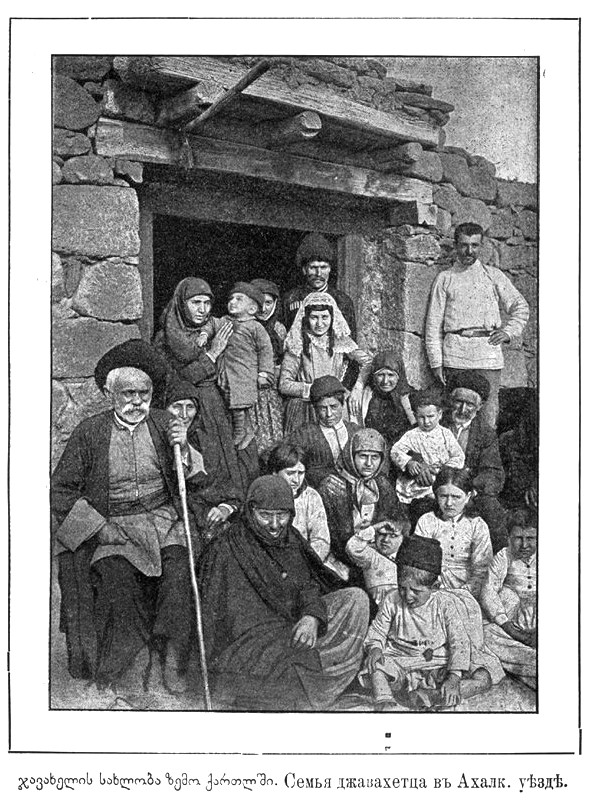
Семья Джавахетца в Ахалкалакском уезде. 1896 г.

Джавахский Диалект Грузинского Языка, A. Мартиросов, Тбилиси, Мецниереба, 1984

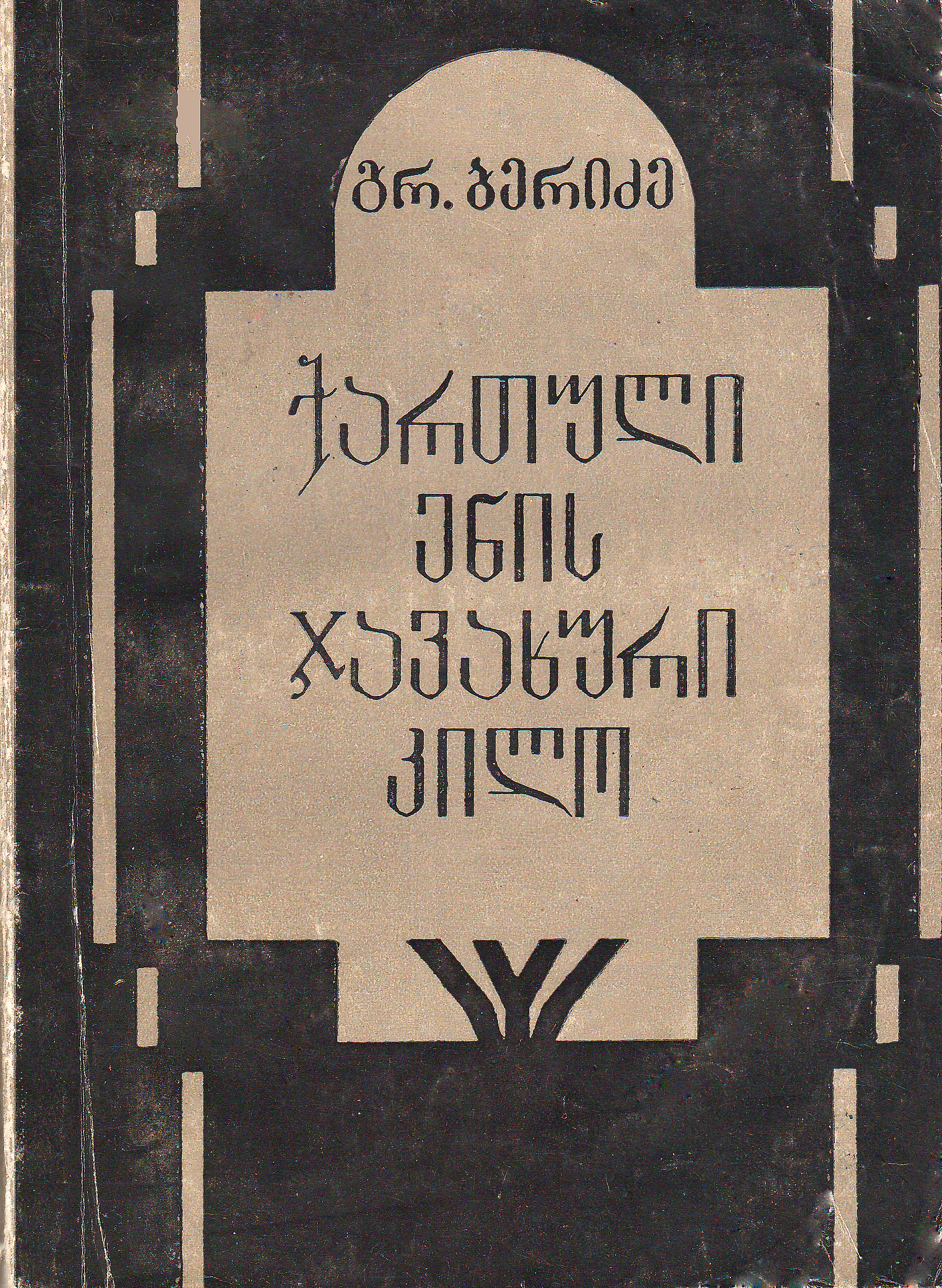
Джавахский Диалект Грузинского Языка, Гр. Беридзе, Тбилиси, Сабчота Сакартвело, 1988

## Расселение
Ныне джавахи проживают в Ахалкалакском и Ниноцминдском муниципалитетах региона Самцхе-Джавахети, а также в Тбилиси и заграницей Грузии. Численность джавахов 5 000 человек (2010 г.).

## История
Джавахи являются потомками древнейшего грузинского племени Забаха. По Леонтию Мровели, Джавахети — «Страна от озера Параван до истока Куры» — принадлежала легендарному родоначальнику, отпрыску Мцхетоса — Джавахосу. Ему же приписывают возведение двух городов-крепостей: Цунда и Артаани, тот же город Каджов.
О теснейщих связях Джавахети с картлийским государством говорит также собственное название иберийских Питиахшов — Джавах (Зевах), которое в надписях Армаза трижды подтверждены. Как выясняется, ветви питиахшов иберийских джавахов представляли и представители фамилий Торели, которые в тот период владели частью картлийского питиахшества.
К концу XVI века, все Самцхе-Саатабаго, включая Джавахети, завоевали османы. Османы назвали завоеванную часть Грузии «вилайет Гюрджистан», куда входил и пашалык Джавахети. Вот что пишет на счет тогдашнего населения Джавахети Вахушти Батонишвили: «…Мужчины и женщины подобны карталинскимъ крестьянамъ, дородны, прекрасно-миловидны, невоспитанны, грубы. По вере крестьяне пока все христіяне, но более не имеют пастыря-епископа, но имеютъ священников-грузинъ. Языкъ у нихъ грузинскіи, а главари знаютъ и татарскій, имея нужду сноситься съ турками…».
В 70-е годы XVIII века, побывавший в Джавахети немецкий путешественник Гюльденштедт повествует: «Джавахети — Грузинский край, ныне находится в руках Турции. Большинство населения — грузины».
После русско-турецкой войны в 1828—1829 годах джавахское население края резко сократилось. С 1829 года, по плану генерала Ивана Паскевича, край был заселен армянами из Османской Империи, численностью до 7300 семей (около 58 000 человек). Mестные жители края были вынуждены покинуть собственные дома и перейти в другие края Грузии.

## Религия
Джавахетинцы исповедуют православие и являются паствой грузинской православной церкви. Джавахи, исповедовавшие Ислам, суннитского толка, подверглись мухаджирству в первой половине XIX века после занятия региона Российской империей.

## Известные представители
- Соломон Асланишвили (Баврели) — общественный деятель, публицист
- Шота Ломсадзе — поэт, историк.